# Conesa
Conesa – gmina w Hiszpanii, w prowincji Tarragona, w Katalonii, o powierzchni 29,04 km². W 2011 roku gmina liczyła 130 mieszkańców.